# Lill-Sandsjön (Bjurholms socken)
Lill-Sandsjön är en sjö i den del av Bjurholms kommun som ligger i Västerbotten. Den ingår i Öreälvens huvudavrinningsområde. Sjön har en area på 0,348 kvadratkilometer och ligger 250 meter över havet. Sjön avvattnas av vattendraget Hammonsbäcken.

## Delavrinningsområde
Lill-Sandsjön ingår i det delavrinningsområde (711150-166148) som SMHI kallar för Mynnar i Ottervattsbäcken. Medelhöjden är 236 meter över havet och ytan är 20,81 kvadratkilometer. Räknas de 3 avrinningsområdena uppströms in blir den ackumulerade arean 27,81 kvadratkilometer. Hammonsbäcken som avvattnar avrinningsområdet har biflödesordning 3, vilket innebär att vattnet flödar genom totalt 3 vattendrag innan det når havet efter 99 kilometer. Avrinningsområdet består mestadels av skog (81 procent). Avrinningsområdet har 0,35 kvadratkilometer vattenytor vilket ger det en sjöprocent på 1,7 procent.